# Brosville
Brosville es una localidad y comuna francesa situada en la región de Alta Normandía, departamento de Eure, en el distrito de Évreux y cantón de Évreux-Nord.

## Demografía
| 412 | 376 | 452 | 389 | 471 | 429 | 416 | 381 | 394 | 371 | 412 | 374 | 384 | 348 | 350 | 308 | 336 | 321 | 373 | 359 | 336 | 329 | 305 | 306 | 365 | 340 | 330 | 330 | 409 | 434 | 573 | 601 | 636 |
| Para los censos de 1962 a 1999 la población legal corresponde a la población sin duplicidades (Fuente: INSEE [Consultar]) |     |     |     |     |     |     |     |     |     |     |     |     |     |     |     |     |     |     |     |     |     |     |     |     |     |     |     |     |     |     |     |     |

## Lugares de interés
- Iglesia de Saint-Martin, del siglo XI. Conserva algunos vestigios de la época inicial, como la portada románica. También presenta una ventana del siglo XVI, aunque el conjunto fue muy modificado en el siglo XVIII.
- Lavadero.
- Dos palomares (pigeonniers).
- Antiguos molinos.